# Mantispa japonica
Mantispa japonica is een insect uit de familie van de Mantispidae, die tot de orde netvleugeligen (Neuroptera) behoort. 
Mantispa japonica is voor het eerst wetenschappelijk beschreven door McLachlan in 1875.